# Paweł Krucz
Paweł Krucz (ur. 20 stycznia 1988 w Obornikach Śląskich) – polski aktor.

## Życiorys
W 2010 roku ukończył studia w Akademii Teatralnej im. Aleksandra Zelwerowicza w Warszawie. Występował w roli Błażeja Króla w serialu Pierwsza miłość. Na dużym ekranie grał m.in. w filmie Requiem, nagrodzonym Orłem w kategorii: najlepszy film oraz Nagrodą Specjalną Jury na Festiwalu Polskich Filmów Fabularnych. Jest aktorem Teatru Polskiego w Warszawie. Od 2010 współpracuje z Teatrem Polskiego Radia.

## Filmografia
- 1995: Deborah – Antoś, syn Wawrowskich
- 1996: Legenda o Świętym Mikołaju (spektakl telewizyjny) – chłopiec
- 1996: Bajka o Jaśku i diable (spektakl telewizyjny) – Jaśko
- 1997: Historie miłosne – ministrant
- 1997: Cudze szczęście – Tomek
- 2000: Tajemnica zwyczajnego domu (spektakl telewizyjny) – Marek
- 2000: 13 posterunek 2 – syn Jordana (odc. 28)
- 2001: Requiem – Bartek
- 2001: Na dobre i na złe – Jacek Kucharczyk (odc. 63-64)
- 2004: Pensjonat pod Różą – Rafał, syn Niedbałów (odc. 27)
- od 2008: Pierwsza miłość – Błażej Król
- 2010: 1920. Wojna i miłość – Franciszek Matwiejczuk (odc. 3, 8)
- 2011: Pogoda (etiuda szkolna) – astronom
- 2012: Świat według Kiepskich – chłopak (odc. 405)
- 2013: Syberiada polska – Staszek Dolina
- 2013: Ojciec Mateusz – Antek (odc. 133)
- 2014: Kamienie na szaniec – Józef „Katoda” Saski
- 2014: Czas honoru. Powstanie – Ryszard „Skrzypek” Jabłkowski (odc. 2)
- 2015: Komisarz Alex – Darek Wichorwski (odc. 83)
- 2016: Rzeczka (etiuda szkolna) – rolnik
- 2017: Diagnoza – pacjent ze złamaną ręka (odc. 11)
- 2018: Drogi wolności – gazeciarz Zygmuś (odc. 2-3, 5)
- 2019: Pułapka – strażnik więzienny (odc. 9)
- 2020: Rysa (serial telewizyjny) – chorąży Modliński, podwładny Wareckiego
- 2020: Ludzie i bogowie – woźnica (odc. 2)
- 2023: Enwer Hodża. Najmniej znany dyktator – Iusuf Kalo
- 2024: Deprawator (spektakl telewizyjny) – Zbigniew Herbert

## Dubbing
- 2009: Dark Fall 3: Zagubione Dusze (gra wideo)
- od 2013: Randy Cunningham: Nastoletni ninja – Randy Cunningham
- 2015: Dying Light – Kyle Crane
- 2015: Mako Mermaids: Syreny z Mako – Erik
- 2015: Fantastyczna Czwórka – Ben Grimm
- 2015: Might and Magic: Heroes VII – Lasir (gra wideo)
- 2016: Dying Light: The Following – Kyle Crane
- 2019: Dolina Muminków – Muminek

## Role teatralne
- 2011: Wieczór Trzech Króli Williama Shakespeare’a, reż. Dan Jemmett, Teatr Polski w Warszawie – Błazen[3]
- 2011: Cyd Pierre’a Corneille’a, reż. Ivan A. Alexandre, Teatr Polski w Warszawie – Roderyk[3]
- 2024: Dom otwarty Michała Bałuckiego, reż. Krystyna Janda, Teatr Polski im. Arnolda Szyfmana w Warszawie  – Franciszek[4]